# Marcelo Simonetti
Marcelo Simonetti (Buenos Aires, Argentina, 21 de mayo de 1935 - ibídem, 30 de marzo de 1970) fue un joven empresario y productor cinematográfico y televisivo argentino.

## Carrera
Marcelo Simonetti dirigió en 1968 el Teatro Presidente Alvear, luego de la muerte de su antecesor Francisco Carcavallo,  donde se estrenaron, durante su desempeño, infinidades de espectáculos aportados durante la década del '60 como La vuelta al hogar (1967) de Leopoldo Torre Nilsson, Fiesta de cumpleaños (1967), Lenta danza del prostíbulo (1967), La real cacería del sol (1967), Caramela de Santiago (1968), entre otros.
Inició su carrera en televisión en 1958 con el programa Tardes de vosotras. Junto con su padre Enrique Simonetti, dueño de una agencia de publicidad, era titular de la productora "Siluetas S. A", que producía un programa argentino de rara calidad,Historia de jóvenes, por el viejo Canal 7 en 1970, para el que convocó a los dramaturgos Osvaldo Dragún, Ricardo Halac, Germán Rozenmacher y Roberto Cossa, entre otros. Con esta empresa produce dos filmes  Los de la mesa 10 (1960) de Simón Feldman y Tres veces Ana (1961).
Fue director artístico de Canal 7 en la administración de Francisco Petrone durante 1964, donde se emitieron el programa infantil  Las botas de siete leguas y Mujeres a la hora del té. En 1966 asumió la dirección del Canal 2, con la firme determinación de ser "el quinto canal metropolitano", donde produjo El malentendido, dirigido por Rodolfo Kuhn, El grand guignol, Teatro Universal y Teleteatro para la hora del té. En radio produjo programas en Radio El Mundo, entre otras emisoras.

## Filmografía
Como actor:
- 1964:   Primero yo, estelarizado por Alberto de Mendoza y Marilina Ross.

Como productor:
- 1960: Los de la mesa 10[7]
- 1961: Tres veces Ana
- 1967: El ABC del amor
- 1968: Turismo de carretera[8]

Como diseño de producción:
- 1967: El ABC del amor[9]

## Fallecimiento
Marcelo Simonetti falleció el lunes 30 de marzo de 1970 en Buenos Aires, víctima de un colapso cardiaco, a la edad de 34 años. Sus restos descansan en el Panteón de la Asociación Argentina de Actores del Cementerio de la Chacarita.